# Seward H. Williams

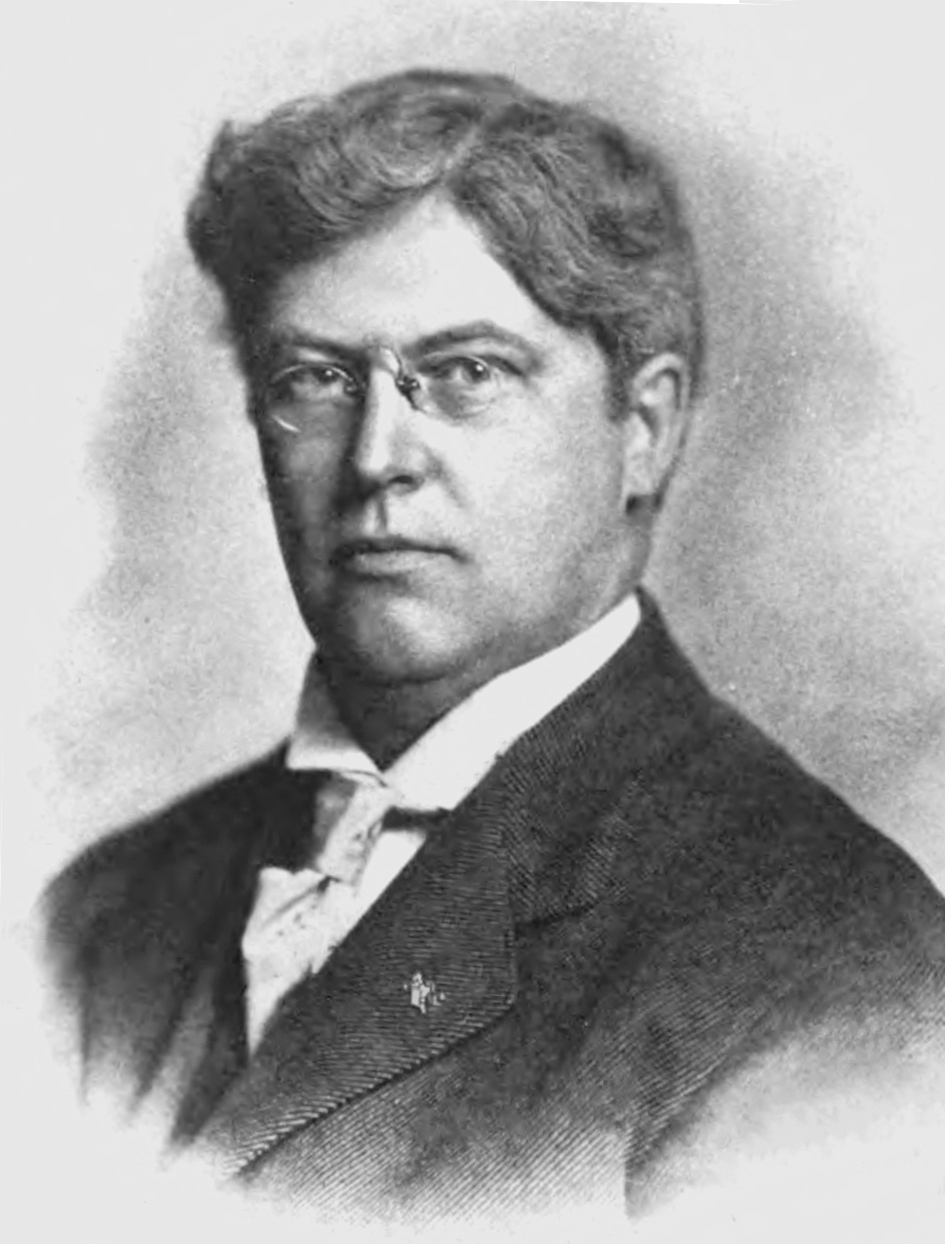
Seward H. Williams

Seward Henry Williams (* 7. November 1870 in Amsterdam, New York; † 2. September 1922 in Lorain, Ohio) war ein US-amerikanischer Politiker. Zwischen 1915 und 1917 vertrat er den Bundesstaat Ohio im US-Repräsentantenhaus.

## Werdegang
Seward Williams besuchte die öffentlichen Schulen seiner Heimat sowie die Amsterdam Academy. Danach absolvierte er das Williams College in Williamstown (Massachusetts) und das Princeton College. Nach einem Jurastudium an der Washington and Lee University in Lexington (Virginia) und seiner 1895 erfolgten Zulassung als Rechtsanwalt begann er in diesem Beruf zu arbeiten. Zwischen 1901 und 1904 war er juristischer Vertreter der Stadt Lorain. Politisch wurde er Mitglied der Republikanischen Partei. Von 1910 bis 1913 saß er als Abgeordneter im Repräsentantenhaus von Ohio.
Bei den Kongresswahlen des Jahres 1914 wurde Williams im 14. Wahlbezirk von Ohio in das US-Repräsentantenhaus in Washington, D.C. gewählt, wo er am 4. März 1915 die Nachfolge des inzwischen zurückgetretenen Demokraten William Graves Sharp antrat. Da er im Jahr 1916 nicht bestätigt wurde, konnte er bis zum 3. März 1917 nur eine Legislaturperiode im Kongress absolvieren. Nach seiner Zeit im US-Repräsentantenhaus praktizierte Williams wieder als Anwalt. Er starb am 2. September 1922 in Lorain, wo er auch beigesetzt wurde. Mit seiner Frau Sarah hatte er zwei Kinder.